# I&O
I&O（アイアンドオー、英語: Infrastructure & Operations）は、インフラストラクチャ（infrastructure）とオペレーション（operation）を意味する単語。

## 用例
- I&O部門 - ITインフラと運用を担当する部門
- I&Oリーダー - I&O部門のリーダー